# Otus capnodes
Mocho-d'orelhas-de-anjouan ou mocho-de-orelhas-de-anjuã (Otus capnodes) é uma espécie de ave estrigiforme pertencente à família Strigidae, típica das Ilhas Comores.